# UNI EN ISO 140-5
La norma tecnica UNI EN ISO 140-5 si intitola "Acustica - Misurazione dell'isolamento acustico in edifici e di elementi di edificio - Misurazioni in opera dell'isolamento acustico per via aerea degli elementi di facciata e delle facciate" e contiene indicazioni per effettuare la misurazione dell'isolamento acustico aereo di elementi di facciata e di intere facciate; il primo tipo di misura è denominato metodo degli elementi mentre il secondo, metodo globale.
Il metodo degli elementi, utilizzando una sorgente di rumore artificiale o direttamente il rumore del traffico esterno, è utilizzato per la stima del potere fonoisolante di un elemento di facciata. Il metodo globale ha, invece, lo scopo di stimare, a partire dal rumore indotto dal traffico reale, la differenza di livello sonoro esterno – interno nelle reali condizioni di traffico.
Ultima versione pubblicata: UNI EN ISO 140-5:2000